# Unidades gaussianas

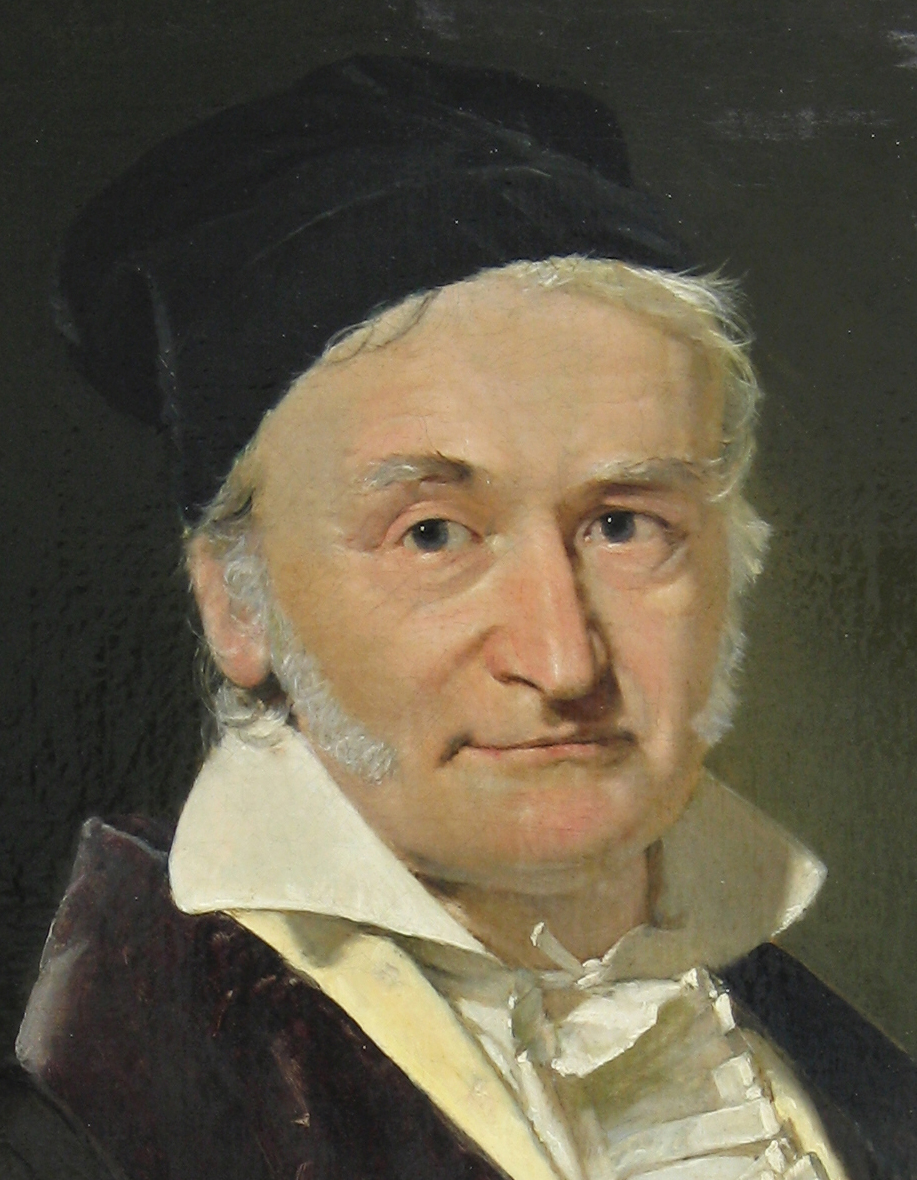
Carl Friedrich Gauss

As unidades gaussianas constituem um sistema métrico de unidades físicas. Este sistema é o mais comum dos vários sistemas de unidades eletromagnéticas baseados em unidades cgs (centímetro–grama–segundo). Também é chamado de Sistema de unidades gaussianas, Unidades Gaussianas-cgs, ou frequentemente apenas unidades cgs. O termo "unidades cgs" é ambíguo e, portanto, deve ser evitado se possível: existem várias variantes de cgs com definições conflitantes de unidades e quantidades eletromagnéticas.
As unidades SI predominam na maioria dos campos e continuam a crescer em popularidade em detrimento das unidades Gaussianas. Sistemas de unidade alternativos também existem. As conversões entre quantidades em unidades Gaussianas e SI não são conversões de unidades diretas, porque as próprias quantidades são definidas de forma diferente em cada sistema. Isso significa que as equações que expressam as leis físicas do eletromagnetismo—tais como as Equações de Maxwell—mudarão dependendo do sistema de unidades empregado. Por exemplo, quantidades adimensionais em um sistema podem ter dimensão em outro sistema.